# Automeris levrati
Automeris levrati är en fjärilsart som beskrevs av Eugène Louis Bouvier 1929. Automeris levrati ingår i släktet Automeris och familjen påfågelsspinnare. Inga underarter finns listade i Catalogue of Life.